# پاسکال ژول
پاسکال ژول (فرانسوی: Pascal Jules‎; ۲۲ ژوئیهٔ ۱۹۶۱ – ۲۵ اکتبر ۱۹۸۷) دوچرخه‌سوار اهل فرانسه بود.
از باشگاه‌هایی که در آن رکاب زده‌است می‌توان به تیم دوچرخه‌سواری رنو اشاره کرد.